# One More Time (bài hát của Daft Punk)
"One More Time" là một bài hát của bộ đôi nhạc điện tử người Pháp Daft Punk, được phát hành dưới dạng đĩa đơn từ album thứ hai của họ, Discovery (2001), vào ngày 13 tháng 11 năm 2000. Đây là một bài hát mang phong cách nhạc house Pháp có phần trình diễn giọng hát tự điều chỉnh của Romanthony. Video âm nhạc là một phần của bộ phim hoạt hình năm 2003, Interstella 5555: The 5tory of the 5ecret 5tar 5ystem. "One More Time" đạt vị trí số một trên Bảng xếp hạng đĩa đơn Pháp, hạng hai trên UK Singles Chart và vị trí thứ 61 trên Billboard Hot 100 của Hoa Kỳ.
Cuộc bình chọn cuối năm của các nhà phê bình thường niên Pazz & Jop của The Village Voice đã gọi tên "One More Time" là một trong những bài hát hay nhất của năm. Bài hát được Pitchfork ca ngợi là một trong những bài hát hay nhất của thập kỷ, và Rolling Stone đã đưa ca khúc vào trong tuyển tập "500 bài hát vĩ đại nhất". Độc giả của Mixmag đã bình chọn đây là bản thu âm nhạc dance vĩ đại nhất mọi thời đại.

## Thu âm
Daft Punk coi "One More Time" là sợi dây kết nối Homework với Discovery. Bài hát được hoàn thành sớm nhất là vào đầu năm 1998, nơi nó vẫn nằm "trên kệ" cho đến khi được phát hành vào ngày 13 tháng 11 năm 2000. Nó nổi bật với giọng hát của Romanthony.

Bài hát được coi là một ví dụ về việc nhạc house Pháp thường xuyên sử dụng bộ lọc âm thanh, với giọng hát tự điều chỉnh được xử lý nhiều. Khi được hỏi về hiệu ứng, Thomas Bangalter nói: "Rất nhiều người phàn nàn về việc các nhạc sĩ sử dụng Auto-Tune. Nó khiến tôi nhớ lại những năm cuối thập niên 70 khi các nhạc sĩ ở Pháp cố gắng cấm synthesizer ... Điều họ không thấy là bạn có thể sử dụng các công cụ đó theo một cách khác thay vì chỉ để thay thế các công cụ trước đây. " Theo Bangalter, Romanthony rất thích những thay đổi trong giọng hát của anh ấy trong ca khúc. "Anh ấy đã làm rất nhiều điều khác nhau và anh ấy luôn cố gắng đổi mới, đó là những gì chúng tôi muốn làm trong những bản thu âm của mình. Anh ấy chưa bao giờ coi là giọng hát của mình như một nhạc cụ như vậy." Bangalter giải thích thêm:
| “ | Bây giờ chúng tôi ít quan tâm hơn trước đây về những gì các nhà phê bình nói về âm nhạc của chúng tôi. Chúng tôi thích bài hát, Romanthony thích nó, chúng tôi có thể thất vọng về những gì họ nói về bài hát, nhưng chúng tôi vẫn thích nó. Nó chỉ là âm nhạc, nó chỉ là phương tiện giải trí và chỉ cần chúng ta tin vào nó thì đó mới là điều quan trọng. Đó là những gì chúng tôi muốn làm. Chúng tôi muốn có thể sử dụng các nhạc cụ theo cách chúng tôi muốn. Chỉ trích vocoder giống như hỏi các ban nhạc trong thập niên 60, "Tại sao bạn sử dụng guitar điện?" Nó chỉ là một nhạc cụ ... không có gì to tát. Sáng tạo là tương tác. Điều tuyệt vời là mọi người hoặc yêu thích nó hoặc ghét nó. Ít nhất mọi người đã không trung lập. Điều tồi tệ nhất khi bạn sáng tác nghệ thuật là mọi người thậm chí không thể rung động trước nó. Yêu và ghét rất thú vị bởi vì nó sâu sắc và mãnh liệt. | ” |

Phiên bản album của bài hát bao gồm một đoạn breakdown dài hai phút. Bangalter đã nhận xét rằng, "Đoạn breakdown quá lâu, nó thậm chí không phải là breakdown nữa. Bản thân bài hát là sự breakdown."
"One More Time" chứa sample của bài hát disco năm 1979 "More Spell on You" của Eddie Johns, bài hát này không được công nhận trong ghi chú lót của Discovery. Johns, người đã sống thiếu thốn trong nhiều thập kỷ, đã không nhận được tiền bản quyền cho sample đó. Một đại diện của Daft Punk đã xác nhận việc sử dụng sample và bộ đôi này tiếp tục trả tiền bản quyền cho GM Musipro, công ty xuất bản của Pháp sở hữu bản quyền của "More Spell on You". Một đại diện của GM Musipro cho biết họ chưa bao giờ tìm được địa chỉ của Johns và họ sẽ theo dõi vấn đề này sau cuộc điều tra của Los Angeles Times vào năm 2021.

## Video âm nhạc
Video âm nhạc có các cảnh sau này là một phần của Interstella 5555: The 5tory of the 5ecret 5tar 5ystem, một bộ phim anime năm 2003 đóng vai trò là hình ảnh hiện thực hóa của Discovery. Video có một ban nhạc pop gồm những người ngoài hành tinh da xanh hình người biểu diễn bài hát trước một đám đông trên hành tinh quê hương của họ trong khi một thế lực bí ẩn tiếp cận nó. Giống như phần còn lại của bộ phim, nó được đạo diễn bởi Kazuhisa Takenouchi dưới sự giám sát trực quan của Leiji Matsumoto.

## Những phiên bản phát hành
Đĩa đơn bao gồm một phiên bản dài tám phút của "One More Time" với những lời bài hát không có trong phiên bản album. Phiên bản "Romanthony bị ngắt dây" đã được đưa vào album remix Daft Club; cùng với bản phối lại "Aerodynamic" của Daft Punk với các yếu tố của "One More Time". Bản "radio edit ngắn" của "One More Time" từ đĩa đơn sau đó được đưa vào album tổng hợp Musique Vol. 1 1993–2005. Một phiên bản trực tiếp của "One More Time" cùng với "Aerodynamic" được giới thiệu trong album Alive 2007.

## Tầm ảnh hưởng
"One More Time" được liệt kê ở vị trí thứ năm trong danh sách The Pitchfork 500 những năm 2000, với tạp chí viết rằng nó "chưng cất 25 năm nhạc pop và house thành năm phút rưỡi vui nhộn mới mẻ." Rolling Stone đã liệt kê nó ở vị trí thứ 33 trong số 100 bài hát hàng đầu của thập kỷ (2000–2009) cũng như vị trí thứ 307 trong danh sách "500 bài hát hay nhất mọi thời đại" đã được sửa đổi vào tháng 5 năm 2010. Nó được độc giả của Mixmag bình chọn là bài hát nhạc dance vĩ đại nhất mọi thời đại. Ngoài ra, "One More Time" đã được xếp hạng ở vị trí thứ 11 trong cuộc bình chọn cuối năm của các nhà phê bình thường niên Pazz & Jop của The Village Voice. Năm 2021, Billboard xếp bài hát này ở vị trí số một trong danh sách 20 bài hát Daft Punk hay nhất.
"One More Time" được lấy sample cho bài hát "FUTURE LOVER -未来恋人-" của Miliyah Kato vào tháng 1 năm 2016. Bài hát đạt vị trí thứ 42 tại Nhật Bản.

## Hiệu suất thương mại
Tại Pháp và Canada, "One More Time" giành vị trí quán quân bảng xếp hạng đĩa đơn. Tại Hoa Kỳ, "One More Time" đạt vị trí thứ 61 trên Billboard Hot 100 (cùng vị trí với bản nhạc ăn khách của Daft Punk trước đó, "Around the World"); đến tháng 6 năm 2013, nó đã bán được 1.052.000 bản kỹ thuật số ở đó. "One More Time" đạt vị trí số một trên bảng xếp hạng Billboard Dance/Disco Club Play. Trên bảng xếp hạng European Hot 100 Singles, bài hát đã đứng ở vị trí số một, một trong số ít bài hát làm được như vậy của Daft Punk.
Tại Vương quốc Anh, "One More Time" đạt vị trí thứ hai trên UK Singles Chart và đứng đầu bảng xếp hạng nhạc dance. Nó cũng là một bản nhạc ăn khách ở Úc, ra mắt ở vị trí thứ 46 và đạt vị trí thứ 10. Do đó, nó trở thành bài hát thành công nhất của Daft Punk ở Úc trước thời điểm phát hành "Get Lucky", đĩa đơn đầu tiên trong album Random Access Memories năm 2013.

## Danh sách ca khúc
| CD-Maxi (Virgin 8972112) | CD-Maxi (Virgin 8972112)                  | CD-Maxi (Virgin 8972112) |
| STT                      | Nhan đề                                   | Thời lượng               |
| ------------------------ | ----------------------------------------- | ------------------------ |
| 1.                       | "One More Time" (radio edit ngắn)         | 3:55                     |
| 2.                       | "One More Time" (radio edit)              | 5:20                     |
| 3.                       | "One More Time" (bản mix cho các hộp đêm) | 8:00                     |
| Tổng thời lượng:         | Tổng thời lượng:                          | 17:15                    |

## Xếp hạng và chứng chỉ
| Thứ hạng (2000–2001)                 | Vị trí cao nhất |
| ------------------------------------ | --------------- |
| Úc (ARIA)                            | 10              |
| Úc Dance (ARIA)                      | 2               |
| Áo (Ö3 Austria Top 40)               | 7               |
| Bỉ (Ultratop 50 Flanders)            | 6               |
| Bỉ (Ultratop 50 Wallonia)            | 7               |
| Bỉ Dance (Ultratop Flanders)         | 1               |
| Canada (Canadian Digital Song Sales) | 1               |
| Đan Mạch (Tracklisten)               | 11              |
| Châu Âu (Eurochart Hot 100 Singles)  | 1               |
| Phần Lan (Suomen virallinen lista)   | 8               |
| Pháp (SNEP)                          | 1               |
| Đức (GfK)                            | 7               |
| Hy Lạp (IFPI)                        | 4               |
| Ireland (IRMA)                       | 9               |
| Ý (FIMI)                             | 5               |
| Hà Lan (Dutch Top 40)                | 11              |
| Hà Lan (Single Top 100)              | 14              |
| New Zealand (Recorded Music NZ)      | 10              |
| Ba Lan (Music & Media)               | 6               |
| Bồ Đào Nha (AFP)                     | 1               |
| Scotland (OCC)                       | 2               |
| Tây Ban Nha (PROMUSICAE)             | 3               |
| Thụy Điển (Sverigetopplistan)        | 26              |
| Thụy Sĩ (Schweizer Hitparade)        | 6               |
| Anh Quốc (OCC)                       | 2               |
| Anh Quốc Dance (OCC)                 | 1               |
| Hoa Kỳ Billboard Hot 100             | 61              |
| Hoa Kỳ Dance Club Songs (Billboard)  | 1               |
| Hoa Kỳ Pop Airplay (Billboard)       | 33              |
| Hoa Kỳ Rhythmic (Billboard)          | 27              |

| Thứ hạng (2013)          | Vị trí cao nhất |
| ------------------------ | --------------- |
| Nhật Bản (Japan Hot 100) | 49              |

| Thứ hạng (2021)                               | Vị trí cao nhất |
| --------------------------------------------- | --------------- |
| Hoa Kỳ Hot Dance/Electronic Songs (Billboard) | 9               |

| Thứ hạng (2000)        | Vị trí cao nhất |
| ---------------------- | --------------- |
| Pháp (SNEP)            | 42              |
| Đĩa đơn Anh Quốc (OCC) | 100             |

| Thứ hạng (2001)                     | Vị trí cao nhất |
| ----------------------------------- | --------------- |
| Úc (ARIA)                           | 60              |
| Dance Úc (ARIA)                     | 3               |
| Áo (Ö3 Austria Top 40)              | 45              |
| Bỉ (Ultratop 50 Wallonia)           | 39              |
| Châu Âu (Eurochart Hot 100 Singles) | 20              |
| Pháp (SNEP)                         | 67              |
| Đức (Official German Charts)        | 30              |
| Hà Lan (Dutch Top 40)               | 74              |
| Hà Lan (Single Top 100)             | 99              |
| Thụy Sĩ (Schweizer Hitparade)       | 35              |

| Thứ hạng (2021)                           | Vị trí cao nhất |
| ----------------------------------------- | --------------- |
| US Hot Dance/Electronic Songs (Billboard) | 82              |

## Chứng chỉ
| Quốc gia | Chứng nhận | Số đơn vị/doanh số chứng nhận |
| --- | ---------- | ----------------------------- |
| Úc (ARIA) | Vàng       | 35.000^                       |
| Bỉ (BEA) | Vàng       | 25.000*                       |
| Pháp (SNEP) | Vàng       | 250.000*                      |
| Đức (BVMI) | Vàng       | 250.000^                      |
| Ý (FIMI) | Vàng       | 25.000‡                       |
| Thụy Sĩ (IFPI) | Vàng       | 25.000^                       |
| Anh Quốc (BPI) | Bạch Kim   | 806,000                       |
| * Chứng nhận dựa theo doanh số tiêu thụ. ^ Chứng nhận dựa theo doanh số nhập hàng. ‡ Chứng nhận dựa theo doanh số tiêu thụ và phát trực tuyến. |            |                               |